# 佛罗里达州众议院
佛罗里达众议院（英語：Florida House of Representatives），簡稱佛州眾院，是美国佛罗里达议会的下議院，共有120名议员，每届任期2年。現任众议院議長為共和黨籍的保羅·倫納。